# Cucullia magnifica
Cucullia magnifica är en fjärilsart som beskrevs av Freyer 1839. Cucullia magnifica ingår i släktet Cucullia och familjen nattflyn. Inga underarter finns listade i Catalogue of Life.